# Cistein

Cistein (okrajšano Cys ali C) je α-aminokislina s kemijsko formulo HO2CCH(NH2)CH2SH. Spada med neesencialne aminokisline, kar pomeni, da poteka sinteza v človeškem telesu. Zapisujeta jo kodona UGU in UGC. Stranska veriga cisteina je tiol, ki je nepolarne narave in molekulo s tem uvršča med hidrofobne aminokisline. Tiolna skupina pogosto sodeluje v encimskih reakcijah kot nukleofil. Poleg tega je ta skupina dovzetna tudi za oksidacijo, pri čemer iz dveh cisteinov nastane disulfidni derivat cistin, ki igra pomembno strukturno vlogo v mnogih proteinih. Cistein je ime dobil ravno iz cistina. 

### Prehrambni viri
Kljub dejstvu, da cistein uvrščamo med neesencialne aminokisline, je lahko v redkih primerih esencialen; npr. za dojenčke, starejše in ljudi z določenimi metabolnimi boleznimi ali ljudi, ki trpijo za malabsorpcijo. Za sintezo cisteina v normalnih fizioloških pogojih v človeškem telesu potrebujemo zadostno količino metionina. Njegova razgradnja poteka v prebavnem traktu in krvni plazmi. V nasprotju s tem cistin potuje skozi prebavila in krvno plazmo nespremenjen ter se pred vstopom v celico reducira v dve molekuli cisteina.
Cistein najdemo v večini hrane, ki vsebuje veliko beljakovin, vključno z:
- Živalski viri: svinjina, piščanec, puran, raca, jajca, mleko, mlečne beljakovine, skuta, sir, jogurt
- Rastlinski viri: rdeča paprika, česen, čebula, brokoli, brstični ohrovt, oves, granola, pšenični kalčki

Kot ostale aminokisline, ima tudi cistein amfoterni značaj.

### Industrijski viri
L-cistein so nekoč industrijsko pridobivali s hidrolizo las in keratina. Na kitajskem ga proizvajajo  po tradicionalni metodi iz naravnih virov kot so človeški lasje, piščančje perje in prašičje dlake. Novejše pridobivanje v nemčiji in na japonskem pa vključuje fermentacijo z uporabo mutirane bakterije E. coli. Podjetje Wacker Chemie je razvilo pridobivanje iz substituiranih tiazolinov, pri čemer se L-cistein proizvaja s hidrolizo racemata 2-amino-Δ2-tiazolino-4-karboksilne kisline z uporabo bakterije Pseudomonas thiazolinophilum. 

### Biosinteza
Biosinteza se pri živalih začne z aminokislino serin. Žveplo izvira iz metionina, kateri se preko intermediata S-adenozilmetionina pretvori v homocistein. Encim cistationin beta-sintaza združi homocistein in serin v asimetrični tioeter cistationin. Encim cistationin gama-liaza pretvori cistationin v cistein in α-ketobutirat (2-oksobutanoat). 
Pri rastlinah in bakterijah poteka biosinteza cisteina drugače. Serin se s pomočjo encima serin transacetilaza pretvori v O-acetilserin. Encim O-acetilserin (tiol)-liaza ob uporabi sulfidnih virov pretvori ta ester v cistein, pri čemer se sprosti acetat. 

## Biološke funkcije
Tiolna skupina cisteina je nukleofilne narave in zlahka oksidira. Reaktivnost se poveča, če se tiolna skupina ionizira. Cisteinski ostanki imajo v proteinih vrednost pKa blizu nevtralnega, zato so v celici pogosto v reaktivni tiolatni obliki. Tiolna skupina ima zaradi svoje reaktivnosti številne biološke funkcije.

### Cistein kot prekurzor glutationa
Cistein ima antioksidativne lastnosti, saj tiolna skupina vstopa v redoks reakcije. Očitne so v tripeptidu glutationu, ki je prisoten pri ljudeh in drugih organizmih. Sistemska razpoložljivost peroralnega glutationa (GSH) je zanemarljiva, zato se mora biosintetizirati iz njenih sestavnih aminokislin, cisteina, glicina in glutaminske kisline. Glutaminska kislina in glicin se pridobita z normalno prehrano, dostopnost cisteina pa je lahko omejujoč substrat.

### Disulfidne vezi
Disulfidne vezi igrajo pomembno vlogo pri zvijanju in stabilnosti proteinov, predvsem tistih, ki se izločajo v zunajcelični medij. Ker ima večina celičnih razdelkov reducirajoče okolje, so disulfidne vezi nestabilne v citosolu; razen nekaj izjem, ki so navedene spodaj.
Disulfidne vezi v proteinih nastanejo z oksidacijo tiolnih skupin cisteinskih ostankov. Druga žveplo vsebujoča aminokislina metionin, ne more tvoriti disulfidnih vezi. Bolj agresivni oksidanti pretvorijo cistein v ustrezne sulfinske in sulfonske kisline. Cisteinski ostanki imajo pomembno vlogo pri navzkrižnem povezovanju proteinov, kar povečuje togost proteinov in omogoči zaščito pred proteolizo. Znotraj celice disulfidni mostovi med cisteinskimi ostanki v polipeptidih podpirajo terciarno strukturo proteinov. Insulin je primer proteina, pri katerem cisteinski dimeri navzkrižno povezujejo 2 ločeni peptidni verigi. 
Proteinske disulfidne izomeraze katalizirajo pravilno formacijo disulfidnih vezi. V celicah se dehidroaskorbinska kislina prenese v endoplazmatski retikulum, kjer oksidira okolje. V tem okolju se cisteini na splošno oksidirajo v cistin in s tem niso več funkcionalni kot nukleofili.

### Prekurzor železo-žveplovih gruč (angl. »iron-sulfur cluster«)
Cistein je pomemben vir sulfidnega iona v človeškem metabolizmu. Le-ta v železo-žveplovih gručah, pa tudi v encimu nitrogenaza (prisoten v določenih rodovih bakterij) izvira iz cisteina, kateri se tekom procesa pretvori v alanin.

### Vezava kovinskih ionov
Poleg železo-žveplovih proteinov, je v encimih na tiolatne substituente cisteinskih ostankov vezano dosti drugih kovinskih kofaktorjev. Primeri vključujejo cink v cinkovih prstih in encimu alkoholna dehidrogenaza, baker v plastocianinu, železo v citokromu P450 in nikelj v encimu [NiFe] - hidrogenaza. Tiolna skupina ima tudi veliko afiniteto za težke kovine, tako da proteini, ki vsebujejo cistein, kot je na primer metalotionein, močno vežejo kovine kot so živo srebro, svinec, kadmij.

### Posttranslacijske modifikacije
Poleg oksidacije do cistina, sodeluje cistein v številnih posttranslacijskih modifikacijah. Nukleofilne tiolne skupine omogočajo cisteinu, konjugacijo z drugimi skupinami (npr. reakcija prenilacije). Ubikvitin ligaze prenesejo ubikvitin na prejemne proteine, ki zatem vstopijo v proces apoptoze. Inteini pogosto delujejo s pomočjo katalitičnega cisteina. Te vloge so navadno omejene na znotrajcelično okolje, kjer je reducirajoče okolje in cistein ni oksidiran v cistin.

## Uporaba
Cistein, predvsem L-enantiomera, se uporablja v živilski in farmacevtski industriji. Ena izmed večjih vlog predstavlja v proizvodnji arom. Na primer, reakcija cisteina s sladkorji v Maillard-ovi reakciji daje mesni okus. L-cistein se uporablja tudi kot dodatek pri peki.
Cistein se na področju osebne nege predvsem v Aziji uporablja za kodranje las, kjer prekine disulfidne vezi v lasnem keratinu.
Cistein je zelo priljubljen za eksperimente z usmerjenim direktnim označevanjem pri raziskovanju biomolekularnih struktur in dinamike. Maleimidi se selektivno vežejo na cistein s kovalentno Michael-ovo adicijo. Cistein se uporablja tudi za usmerjeno spinsko označevanje za EPR ali PRE-NMR.
V letu 1994 je bilo izdano poročilo s strani petih najpomembnejših proizvajalcev cigaret iz katerega je bilo razvidno, da je cistein eden izmed 599 dodatkov v cigaretah. Njegova uporabanost in namen nista znana (kar velja tudi za večino ostalih dodatkov). Cistein bi v cigaretah lahko predstavljal dve prednosti, ker deluje kot ekspektorans (kajenje poveča produkcijo sluzi) ter poveča količino glutationa.

## Ovce
Cistein je ovcam potreben za izdelavo volne. Pri ovcah je cistein esencialna aminokislina, ki jo morajo zaužiti s hrano (npr. trava). Med sušo ovce prenehajo izdelovati volno, iz česar pa so izvzete transgene ovce, ki lahko cistein proizvedejo same.

## Zmanjšanje strupenih učinkov alkohola
Cistein je bil predlagan kot preventiva ali protistrup za nekatere negativne učinke alkohola, vključno s poškodbami jeter in mačkom. Preprečuje strupene učinke acetaldehida, ki je glavni stranski produkt presnove alkohola in je odgovoren za večino negativnih učinkov in dolgoročnih okvar povezanih z uporabo alkohola. Cistein sodeluje v naslednjem koraku presnove acetaldehida, ki ga pretvori v relativno neškodljivo ocetno kislino. V študiji pri podganah so poskusne živali prejele odmerek acetaldehida, ki običajno ubije 50% prejemnikov. Tiste, ki so prejele cistein, so imela 80% stopnjo preživetja, medtem ko so imeli prejemniki kombinacije tiamina in cisteina 100% stopnjo preživetja. Njegovo delovanje pri ljudeh, ki uživajo alkohol v mejah normale, še ni bila dokazano.

### N-acetilcistein (NAC)
N-acetil-L-cistein (NAC) je derivat cisteina, pri katerem je na dušikov atom pritrjena acetilna skupina. Spojina se prodaja kot prehransko dopolnilo z antioksidativnimi lastnosti, prav tako ščiti jetra. NAC se pogosto uporablja kot zdravilo proti kašlju, saj s cepitvijo disulfidnih vezi utekočini sluz in olajša izkašljevanje. Prav tako pri bolnikih s cistično fibrozo, s cepitvijo disulfidnih vezi tanjša abnormalno debelo plast sluzi. NAC se uporablja tudi kot specifičen protistrup v primeru prevelikega odmerka acetaminofena (paracetamol).